# Ryōko Tamura
Ryoko Tani 谷 亮子 (Tani Ryōko ?), da nubile Tamura (田村) (Fukuoka, 6 settembre 1975) è un'ex judoka giapponese.

## Biografia
Vanta cinque partecipazioni ai Giochi olimpici ed altrettante medaglie conquistate nel Judo in cinque Olimpiadi diverse e nella stessa specialità (solo 9 atleti nella storia sono riusciti in questa impresa).
Nel 2003 ha sposato il giocatore di baseball Yoshitomo Tani, assumendone il cognome.

## Palmarès
- Giochi olimpici

 Oro a Sydney 2000 (categoria 48 kg)
 Oro a Atene 2004 (categoria 48 kg)
 Argento a Barcellona 1992 (categoria 48 kg)
 Argento a Atlanta 1996 (categoria 48 kg)
 Bronzo a Pechino 2008 (categoria 48 kg)
- Campionati mondiali di judo

1991 - Barcellona: bronzo nei 48 kg.
1993 - Hamilton: oro nei 48 kg.
1995 - Chiba: oro nei 48 kg.
1997 - Parigi: oro nei 48 kg.
1999 - Birmingham: oro nei 48 kg.
2001 - Monaco di Baviera: oro nei 48 kg.
2003 - Osaka: oro nei 48 kg.
2007 - Rio de Janeiro: oro nei 48 kg.
- Giochi asiatici

1994 - Hiroshima: oro nei 48 kg.
- Campionato asiatico di judo

1991 - Osaka: bronzo nei 48 kg.
- Universiadi

1995 - Fukuoka: oro nei 48 kg.

## Popolarità
Al tempo delle Olimpiadi di Barcellona 1992 la grande popolarità dell'allora giovane judoka portò le case software Alpha Denshi e Data East a creare per i loro picchiaduro un personaggio chiaramente ispirato a Ryoko Tamura con identico nome e tecnica di combattimento, inserito rispettivamente nei videogiochi World Heroes 2 e Fighter's History.